# Ramnagar (Barabanki)
Ramnagar és una ciutat, tehsil i nagar panchayat del districte de Barabanki a Uttar Pradesh situada a 25° 17′ N, 83° 02′ E / 25.28°N,83.03°E. Consta al cens del 2001 amb una població de 12.416 habitants.

## Història
Formava una pargana o unitat fiscal entre el riu Chauka al nord i el Kalyani al sud, amb una superfície de 290 km² i una població de 80.559 habitants el 1881, on el principal propietaria era un rajput raikwar que a la part final del segle xix era Raja Sarabjit Singh. La població principal de la pargana era Ramnagar amb 5.376 habitants que fou capital d'un tahsil fins que fou traslladada vers 1880 a Fatehpur. Modernament va recuperar la condició de capital de tehsil.